# Udo Schröder
Udo Schröder (ur. 12 lutego 1950 w Herne) – wschodnioniemiecki zapaśnik walczący w stylu wolnym. Olimpijczyk z Monachium 1972, gdzie zajął szóste miejsce w kategorii 68 kg.
Szósty na mistrzostwach świata w 1971. Piąty na mistrzostwach Europy w 1972 roku.
Mistrz NRD w 1970, 1972, 1973 i 1975; drugi w 1971 i 1974 roku.